# Krzyżak łąkowy
Krzyżak łąkowy (Araneus quadratus) – gatunek pająka z rodziny krzyżakowatych.

## Opis
Krzyżak łąkowy ma ciało o długości osiągającej ok. 2,5 cm. Odwłok ma kształt kulisty lub owalny, a na nim 4 jasne plamki, a czasem znak krzyża. Wielkość zależy od płci osobnika: samice osiągają średnicę do 20 mm (spotykano okazy 25 milimetrowe), zaś samce do 8 mm. Masa ciała odpowiednio 1,5 i 0,1 g.

## Występowanie
Krzyżak łąkowy żyje na obrzeżach lasów, w zaroślach, parkach itd. w  znacznej części Europy oraz w północnej Azji. Przedstawiciele gatunku występują na terenach poniżej 2000 m n.p.m.

## Tryb życia
Pająki te na niewielkiej wysokości (poniżej 1 m) plotą duże okrągłe sieci łowne (pajęczyny), w które łowią owady, będące ich głównym pokarmem.